# Jindřich Karel Rudolf
Jindřich Karel Rudolf (25. října 1848 Písek – 31. prosince 1912 Plzeň) byl český podnikatel a konstruktér v oboru vodárenství, plynárenství a topenářství, majitel kovovýrobní a instalatérské továrny v Plzni, c. k. dvorní rada. Jeho firma se stala jednou z největších svého druhu v Rakousku-Uhersku.

## Život

### Mládí
Narodil se v Písku, v rodině písaře Mathiase (Matese) Rudolfa (*1812) a jeho manželky Josefy (1814–1899). Měl tři bratry a dvě sestry (třetí sestra zemřela předčasně). Vyučil se klempířem. Následně odešel za prací do Plzně, města prudce se rozvíjejícího především díky přítomnosti rostoucích Škodových závodů.Roku 1875 si zde ve Školní ulici (později B. Smetany) založil klempířskou dílnu na opravu a výrobu plechového zboží.

### V Plzni

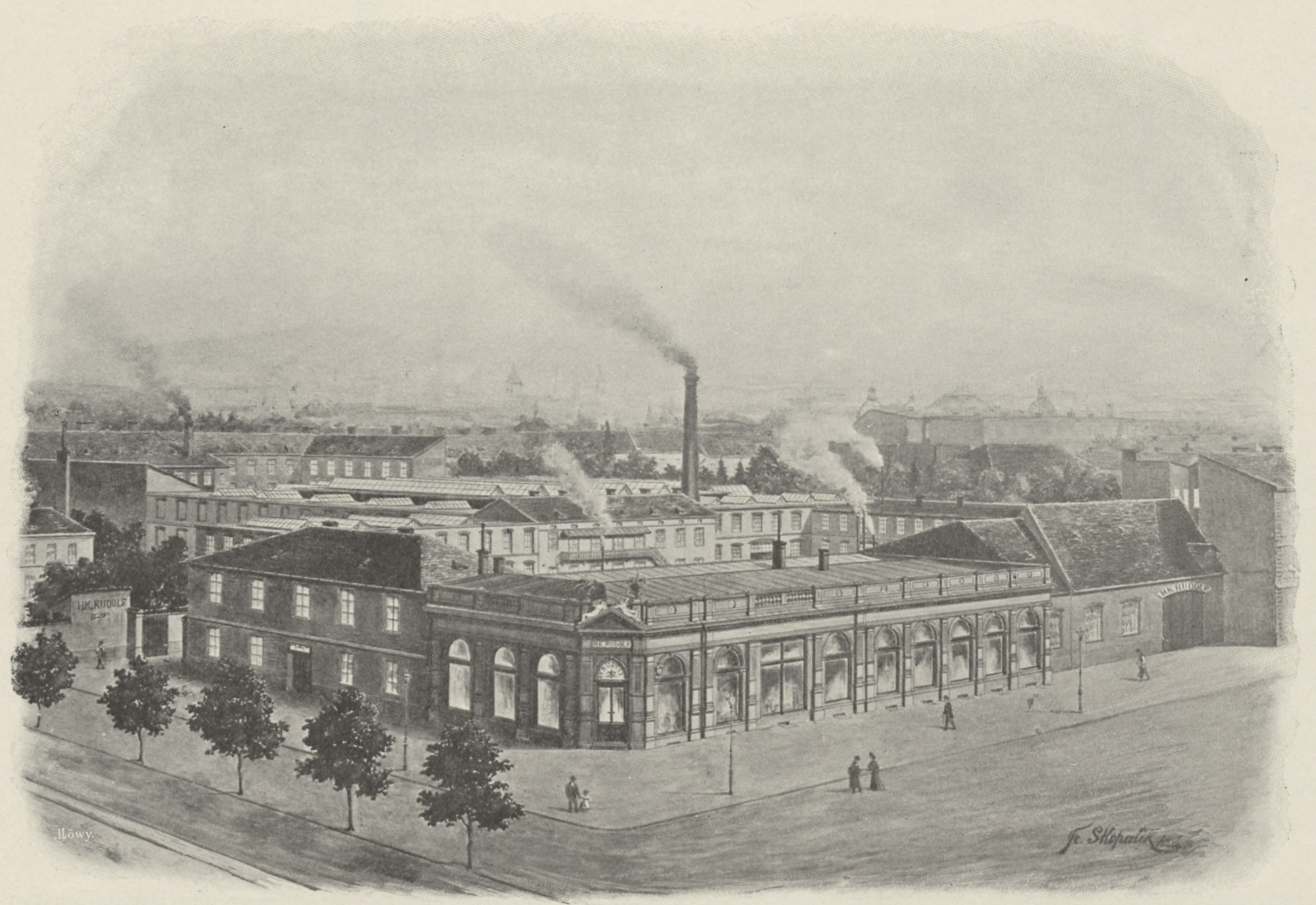
Továrna J. K. Rudolfa na nároží ulic Ferdinandovy a Jungmannovy (c. 1898)

Záhy se Rudolf začal zaměřovat na výrobu a instalaci vodovodního potrubí či topenářských systémů. Po zavedení metrické soustavy v Rakousku-Uhersku prudce narostla poptávka po nových vodoměrech a plynoměrech, které začala rozrůstající se firma hojně vyrábět. Absolvoval řadu studijních cest po celé Evropě. Areál závodu pojmenovaného J. K. Rudolf, klempířství a prodej zboží pro domácí, kuchyňské a galanterní potřeby byl roku 1881 přemístěn na křižovatku ulic Ferdinandovy a Jungmannovy (pozdější Klatovské a Americké) a výrazně zvětšen, Firma se zabývala například instalací a stavbou vodovodních, plynařských či topenářských systému budov či měst a obcí, kuchyňské spotřebiče (kamna, ledničky) či koupelnová zařízení. Rovněž se firma věnovala konstrukci a výrobě železničních signalizačních zařízení. Zařízen zde byl též slévárenský provoz litiny a dalších kovů, mj. také pro odlitky kovových soch a ornamentálních prvků. Podnik se okolo roku 1900 stal s počtem až 140 zaměstnanců jedním z největších zaměstnavatelů ve městě.

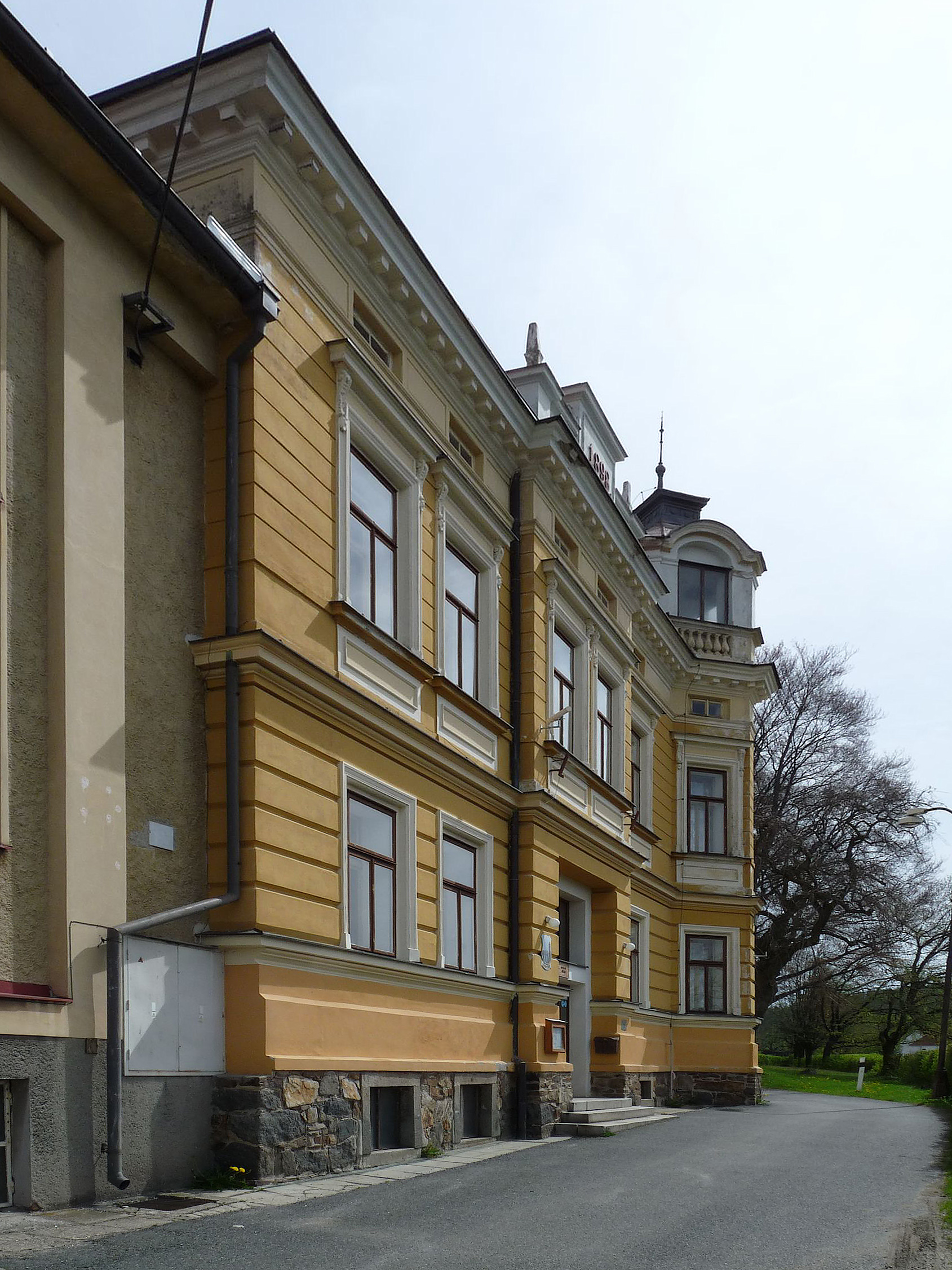
Vila rodiny J. K. Rudolfa ve Velharticích, po znárodnění roku 1948 sloužila jako MNV, dnes obecní úřad

Za své podnikatelské zásluhy byl Rudolf vyznamenán Záslužným křížem I. stupně a jmenován c. k. dvorním radou.
Jako letní sídlo pro svou rodinu zakoupil Rudolf roku 1898 novobarokní vilu ve Velharticích nedaleko Klatov.

### Úmrtí
Jindřich Karel Rudolf zemřel 31. prosince 1912 v Plzni. Pohřben byl do rodinné hrobky na Ústředním hřbitově v Plzni realizované místním kamenickým velkozávodem Jan Cingroš.

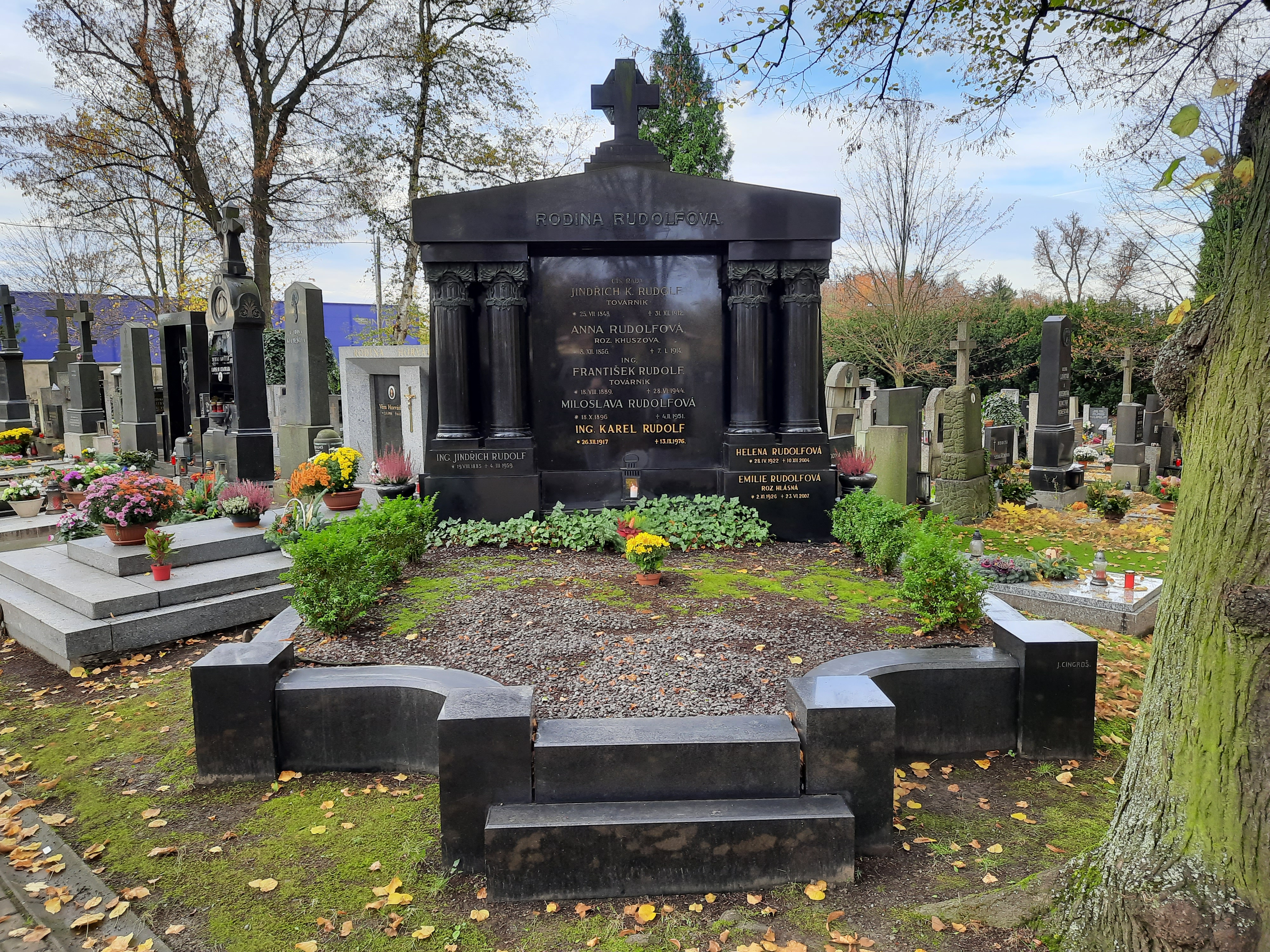
Hrobka rodiny Rudolfovy na Ústředním hřbitově v Plzni (vystavěla firma Jan Cingroš)

### Rodinný život
Jindřich Karel Rudolf se oženil s Annou, rozenou Khuszovou. Měli spolu šest dětí, včetně Františka a Jindřicha, dědiců firmy.
Soupis pražských obyvatel uvádí, že jeho matka Josefa zemřela roku 1899 v chudobinci.

## Po smrti
Po Rudolfově smrti převzali vedení podniku jeho synové František a Jindřich. Firma se roku 1921 přejmenovala na IKAR a nadále se rozvíjela. Po vyhlášení samostatného Československa v říjnu 1918 probíhala v továrně stavba letounu Bohemia B-5, který se po svém dokončení stal prvním letadlem vyrobeným po vzniku ČSR. Stavbu inicioval letecký plzeňský spolek Bohemia pod vedením šéfkonstruktéra Oldřicha Hallera. První let stroje proběhl 27. dubna 1919 na letišti Bory. Letoun poprvé zalétal člen spolku Bohemia Rudolf Polanecký.,
Do roku 1931 se rozrostla na podnik o 400 zaměstnancích. Po převzetí moci ve státě komunistickou stranou v Československu v únoru 1948 byla rodinná firma znárodněna, nadále pokračovala pod značkou IKAR.